# The Metal Opera - Part I
The Metal Opera Part I è il primo album di Avantasia, uscito nel 2001.

## Musica
L'album ha come sottotitolo "The Metal Opera" perché ha una storia di base e perché ogni ruolo ha un proprio cantante, ma non è un'opera nell'usuale senso del termine. È semplicemente una collezione di pezzi, che si riferiscono ai singoli punti della trama che può essere letta nel libretto.
Da un punto di vista stilistico, la maggior parte dei pezzi sono power metal melodico con un sound pieno e corposo e diversi passaggi orchestrali, che è uno dei motivi per cui Avantasia è spesso considerata come un simbolo del power metal. Inside e In Quest For sono accompagnate solamente dal pianoforte. La prima parte contiene anche tre pezzi strumentali.

## Trama
Il personaggio principale della storia è il giovane Gabriel Laymann (Tobias Sammet), novizio dell'ordine domenicano nell'abbazia di Magonza. È l'anno 1602 e, insieme al resto dell'ordine, Gabriel aveva preso parte alla caccia alle streghe. Egli però si ricongiunge inaspettatamente con sua sorella acquisita, Anna Held (Sharon den Adel), la quale è accusata di essere una strega. Nei sotterranei dell'abbazia, Gabriel incontra un misterioso vecchio, Lugaid Vandroiy (Michael Kiske), che gli si presenta come un druido (Reach Out For The Light). Parlando con lui, Gabriel scopre che è in atto una congiura nella quale sono coinvolti anche il vescovo della città e il mentore di Gabriel stesso, Bruder Jakob (David DeFeis), che attualmente sono in viaggio verso Roma (Serpents in Paradise). Gabriel si introduce furtivamente nella biblioteca dell'abbazia, dove scopre che i tre stanno portando al Papa un libro proibito (Malleus Maleficarum).
Vandroiy racconta a Gabriel di un'altra dimensione, il mondo di Avantasia, che è in grave pericolo proprio a causa della congiura. Vandroiy si offre di aiutare Gabriel a salvare Anna se Gabriel acconsente ad aiutare Avantasia. I due fuggono dall'abbazia (Breaking Away).
Nel frattempo, il vescovo di Magonza Johann von Bicken (Rob Rock), Bruder Jakob e il magistrato Falk von Kronberg (Ralf Zdiarstek) giungono a Roma al cospetto di Papa Clemente VIII (Oliver Hartmann) e gli consegnano il libro. Vecchi documenti raccontano che il libro fosse l'ultimo di sette parti di un sigillo che avrebbe portato al suo possessore la saggezza assoluta se fosse stato portato alla torre al centro di Avantasia (Glory of Rome).
Intanto, Gabriel giunge ad Avantasia (Avantasia). È accolto da due abitanti, l'elfo Elderane (Andre Matos) e il nano Regrin (Kai Hansen) (Inside). Gli narrono della guerra contro le forze del male, dei piani del papa e delle sue conseguenze (Sign Of The Cross). Se il papa usasse il sigillo, il legame tra Avantasia e il mondo umano sarebbe stato distrutto con gravi conseguenze per entrambi i mondi. Gabriel arriva giusto in tempo alla torre, e mentre il papa parla ad una misteriosa voce (Timo Tolkki) dall'interno, riesce a rubare il sigillo e a riportarlo alla città degli elfi (The Tower).

## Religione inAvantasia
La cristianità e la Chiesa cattolica giocano un ruolo importante nella trama. Uomini di Chiesa come Clemente VIII sono criticati perché pensano di possedere l'unica verità e di dover comandare la gente ignorante per il loro bene, non capendo che gli stessi uomini di chiesa sono troppo ottusi per riconoscere la verità. Critiche come questa appaiono molto spesso nei lavori di Sammet: molte canzoni degli Edguy come The Kingdom (1996) o Theater of Salvation (1999) contengono temi e dialoghi molto simili a quelli presenti in Avantasia.

## Tracce
Testi e musiche di Tobias Sammet.
1. Prelude – 1:11
2. Reach Out for the Light (feat. Michael Kiske) – 6:33
3. Serpents in Paradise (feat. David DeFeis) – 6:15
4. Malleus Maleficarum (feat. Ralf Zdiarstek) (sample da The Kingdom degli Edguy) – 1:43
5. Breaking Away (feat. Michael Kiske) – 4:34
6. Farewell (feat. Michael Kiske, Sharon den Adel) – 6:32
7. The Glory of Rome (feat. Oliver Hartmann, Ralf Zdiarstek, Rob Rock) – 5:28
8. In Nomine Patris – 1:04
9. Avantasia (feat. Michael Kiske) – 5:32
10. A New Dimension – 1:39
11. Inside (feat. Andre Matos, Kai Hansen) – 2:24
12. Sign of the Cross (feat. Andre Matos, Kai Hansen, Oliver Hartmann, Rob Rock) – 6:24
13. The Tower (feat. Andre Matos, David DeFeis, Michael Kiske, Oliver Hartmann, Timo Tolkki) – 9:43

Durata totale: 59:02

## Formazione

### Musicisti
- Henjo Richter (Gamma Ray) - chitarra ritmica e solista (Tutti i brani)
- Markus Großkopf (Helloween) - basso (Tutti i brani)
- Alex Holzwarth (Rhapsody Of Fire) - batteria (Tutti i brani)
- Tobias Sammet (Edguy) - tastiere (Tutti i brani)
- Norman Meiritz - chitarra acustica ("Farewell")
- Frank Tischer - pianoforte ("Inside")
- Jens Ludwig (Edguy) - chitarra solista ("Sign Of The Cross", "The Tower")

### Cantanti
- Gabriel Laymann, monaco - Tobias Sammet (Edguy) - Tutti i brani
- Lugaid Vandroiy, druido - Michael Kiske (Helloween) - "Reach Out For The Light", "Breaking Away", "Farewell", "Avantasia", "The Tower"
- Frate Jakob - David DeFeis (Virgin Steele) - "Serpents In Paradise", "The Tower"
- Magistrato Falk von Kronberg - Ralf Zdiarstek - "Malleus Maleficarum", "The Glory Of Rome"
- Anna Held - Sharon den Adel (Within Temptation) - "Farewell"
- Vescovo Johann Adam von Bicken - Rob Rock (Impellitteri) - "The Glory Of Rome", "Sign Of The Cross"
- Papa Clemente VIII - Oliver Hartmann (ex-At Vance) - "The Glory Of Rome", "Sign Of The Cross", "The Tower"
- Elderane l'elfo - Andre Matos (Shaman, ex-Angra) - "Inside", "Sign Of The Cross", "The Tower"
- Regrin il nano - Kai Hansen (Gamma Ray, Helloween) - "Inside", "Sign Of The Cross"
- Voce nella Torre - Timo Tolkki (ex-Stratovarius) - "The Tower"